# Mary Heeley
Gertrude Mary Cartwright Heeley (Birmingham, 30 marzo 1911 – Città del Capo, 14 agosto 2002) è stata una tennista britannica.

## Biografia
Si è sposata nel 1938 con David Frederick Cartwright scendendo in campo negli ultimi anni di carriera con il cognome da coniugata.

## Carriera
Si fa notare nel 1930 quando si avventura fino alle semifinali del doppio femminile a Wimbledon, nell'edizione del 1932 ripete il risultato ma questa volta nel singolare femminile dove è stata eliminata nettamente da Helen Wills Moody, grazie anche al percorso sull'erba londinese chiude la stagione alla sesta posizione mondiale. L'anno successivo ha raggiunto i quarti di finale sia al Roland Garros che agli U.S. National Championships mentre nel doppio misto gioca la sua unica finale Slam, a Wimbledon in coppia con Norman Farquharson.
Ha rappresentato la Gran Bretagna in Wightman Cup nel 1933 dove sono state sconfitte dagli Stati Uniti per 4-3.

## Finali nei tornei del Grande Slam

### Doppio misto

#### Finali perse (1)
| Numero | Anno | Torneo                      | Superficie | Compagno           | Avversari in finale                           | Punteggio |
| 1.     | 1933 | Torneo di Wimbledon, Londra | Erba       | Norman Farquharson | Gottfried von Cramm Hilde Krahwinkel Sperling | 5–7, 6–8  |